# Нагпал, Смрити
Смрити Нагпал (род. 1990-е, Дели) — индийская телеведущая, сурдопереводчик и социальная предпринимательница. Она работала в Дуршадане, где вела утренний выпуск новостей для слабослышащих. Смрити основала Atulyakala, организацию, способствующую обучению глухих и ознакомлению с языком жестов. Нагпал также стала соучредительницей в Шахпур-Джат кафе Hearken, которым управляют глухие сотрудники. Она сторонница индийского языка жестов. Была включена в список 100 женщин Би-би-си в 2015 году в категории «30 до 30 лет». В 2016 году получила премию Нельсона Манделы от Civicus на Неделе общества в Боготе, Колумбия.

## Биография
Нагпал вступила в Национальную ассоциацию Глухих в возрасте 16 лет из-за проблем со слухом двух своих старших братьев и сестер. Получив степень в деловом администрировании, она устроилась на работу в государственную сеть Дурдаршан в качестве ведущей новостей, где отвечала за выпуски новостей для слабослышащих.
Нагпал основала Атульякалу в возрасте 22 лет. В компании работают как глухие, так и слышащие сотрудники, которые общаются друг с другом с помощью индийского языка жестов. Они продают продукцию, разработанную глухими художниками, работают над дизайн-проектами для издательств и проводят мероприятия по распространению информации о языке жестов.
Нагпал вместе со своим двоюродным братом Виратом в ноябре 2016 года стала соучредительницей Hearken Café в Шахпур-Джат. Название кафе происходит от древнеанглийского слова, означающего «слушать». Здесь подают блюда европейской кухни. Официанты кафе глухие и немые и общаются на языке жестов. Кроме того, в кафе проводятся бесплатные уроки языка жестов, а также такие мероприятия, как представления пантомимы.